# El dia del proscrit
El dia del proscrit (títol original en anglès Day of the Outlaw) és una pel·lícula estatunidenca dirigida per André De Toth i estrenada l'any 1959. Està doblada al català.

## Argument
L'implacable Jack Bruhn (Burl Ives) i la seva banda de desertors s'apoderen d'un remot poblat de l'Oest, que roman aïllat per la neu. Només el ranxer Blaise Starrett (Robert Ryan), al qual l'arribada dels malfactors li ha entorpit la reclamació de les seves terres, farà front a la banda d'assassins.

## Comentaris
Una pel·lícula de l'Oest que reuneix l'habitual del gènere afegint un clímax d'alta tensió, com si tractés d'una història de suspens. El duel interpretatiu entre Robert Ryan i Burl Ives és d'alt voltatge.

## Repartiment
- Robert Ryan: Blaise Starrett
- Burl Ives: Jack Bruhn
- Tina Louise: Helen Crane
- Alan Marshal: Hal Crane
- Venetia Stevenson: Ermine
- David Nelson: Gene
- Nehemiah Persoff: Dan
- Jack Lambert: Tex
- Frank DeKova: Denver
- Lance Fuller: Pace
- Elisha Cook Jr.: Larry Teter, el barber
- Dabbs Greer: Docteur Langer, el veterinari
- Betsy Jones-Moreland: Madame Preston
- Helen Westcott: Vivian
- Donald Elson: Vic, el propietari de la botiga
- Robert Cornthwaite: Tommy Preston
- Michael McGreevey: Bobby, el fill de Vic